# Debian Almquist shell
Debian Almquist shell (dash) — командная оболочка UNIX, намного более легковесная, чем bash, при этом POSIX-совместимая. dash занимает очень мало места на диске, но не может похвастаться богатой функциональностью. Некоторые отсутствующие функции, например, переменная $LINENO, требуются для совместимости с POSIX.
Dash — прямой потомок Almquist shell (ash) из NetBSD. Он был портирован под Linux Хербертом Сюем в начале 1997 года. Проект был переименован в dash в 2002 году.